# SN 2002lo
SN 2002lo – supernowa typu Ia odkryta 6 czerwca 2002 roku w galaktyce A163956+4219. W momencie odkrycia miała maksymalną jasność 21,90m.